# Shinanomachi
Shinanomachi (jap. 信濃町駅 Shinanomachi-eki) – stacja kolejowa na linii Chūō-Sōbu w specjalnym okręgu Shinjuku, Tokio.

## Historia
Stacja została otwarta w 9 października 1894.